# 戴杜衡
戴杜衡（1907年—1964年11月17日），原名戴克崇，筆名有蘇汶、杜衡、蘇文、白冷、老頭兒、李今等，逝世前一直在報社從事評論工作。

## 著書
- 免於偏見的自由
- 戴杜衡經濟學論

## 創辦刊物
- 《瓔珞》
- 《無軌列車》
- 《新文藝》

## 編輯工作
- 《自由中國》
- 《新文藝》
- 《國民日報》
- 《中央日報》
- 《徵信新聞報》
- 《新生報》
- 《聯合報》
- 《大華晚報》

## 紀念集
- 戴杜衡先生紀念集

## 紀念獎學金
戴杜衡之女兒戴薇與其丈夫於2001年於政大新聞研究所每年設立「戴杜衡先生新聞獎學金」，博士與碩士班研究生各數名，以資紀念。

## 翻譯書目
- 結婚集（短篇集）瑞典斯特林堡著，與蓬子合譯，1928
- 道林格雷畫像（長篇小說）英國王爾德著，1928
- 黛絲（長篇小說）法國法郎士著，1928
- 二青鳥（短篇小說集）英國勞倫斯著，1929
- 革命的女兒（短篇小說集）美國約翰·李著，1929
- 哨兵（長篇小說）波蘭普魯士著，1930
- 統治者（歷史劇）英國哈代著，1936